# 杭皇后
杭皇后（？—1456年二月庚申），明景帝朱祁鈺妾室，后成为第二任皇后，懷獻太子朱見濟生母，杭昱之女。

## 生平
杭氏早年生平无记载，她当是郕王朱祁鈺登基前的妾室。杭氏在1445年生下朱祁鈺唯一的儿子朱見濟，立为郕王世子。明英宗土木堡之變被瓦剌領袖也先所俘後，丈夫朱祁鈺被擁立登基，是為明景帝，並立明英宗子、侄子朱見深為皇太子。
1449年，丈夫朱祁鈺即位後，嫡妻郕王妃汪氏成為皇后。杭氏為妃。景泰三年（1452年），景帝欲廢黜侄子、皇太子朱見深，改立自己和杭氏的儿子朱見濟為皇太子。汪皇后對此堅決反對，勸說景帝之所以能即位純屬僥倖，萬不可將朱見深廢去太子之位。景帝发怒，在五月二日将汪的皇后之位、侄子的太子之位都废掉，改立其子朱見濟為皇太子、太子之母杭妃為皇后。父亲杭昱累官锦衣卫指挥使。哥哥杭聚授锦衣千戶。然而即使在汪皇后被废，杭氏成为皇后之后，杭氏娘家的封赏仍然远远不及汪皇后，甚至远远低于后来的唐皇贵妃。次年，儿子朱見濟夭折。
景泰七年（1456年）二月庚申，杭皇后崩逝，丧仪从俭。辛酉，其弟杭敏受官锦衣百戶。甲子，营造寿陵。六月乙卯，开始起丧发引。庚申，安葬杭皇后于寿陵，其建筑规制与长陵、献陵相类。諡號肅孝皇后。六月癸亥，肅孝皇后的神主牌祔于太庙。
明英宗在奪門之變復辟後，對當年景帝廢去己子朱見深的太子之位懷恨在心，因而在天顺初年，下詔將杭氏「肅孝皇后」的諡號廢去，“迁主别室”。天顺元年（1457年）五月癸酉，因襄王朱瞻墡上奏，明英宗命工部尚书赵荣领长陵等三卫官军五千人拆毁杭氏所葬的寿陵。其弟杭敏削职还里。日后，丈夫朱祁鈺与汪皇后合葬于景泰陵，而杭氏最终安葬地点无记载。
朱見深继位十余年后，重新承认了叔叔朱祁鈺的皇帝身份。汪废后亦重新被追封为皇后，但明朝政府对杭氏未有任何追封。《明史·后妃传》中，亦无杭氏单独传记。承认朱祁鈺皇帝身份者，只承认汪氏为其皇后。承认朱祁鈺郕王身份者，只承认汪氏为其王妃。

## 延伸阅读
[在维基数据编辑]
 《明史卷一百一十三》，出自《明史》

## 戲仿
- 2016年電視劇《女医·明妃传》其中借用杭氏為主角故事題材之編劇創作，其角色與明英宗天順年間出生之女醫談允賢合二為一。